# Stuart A. Levey

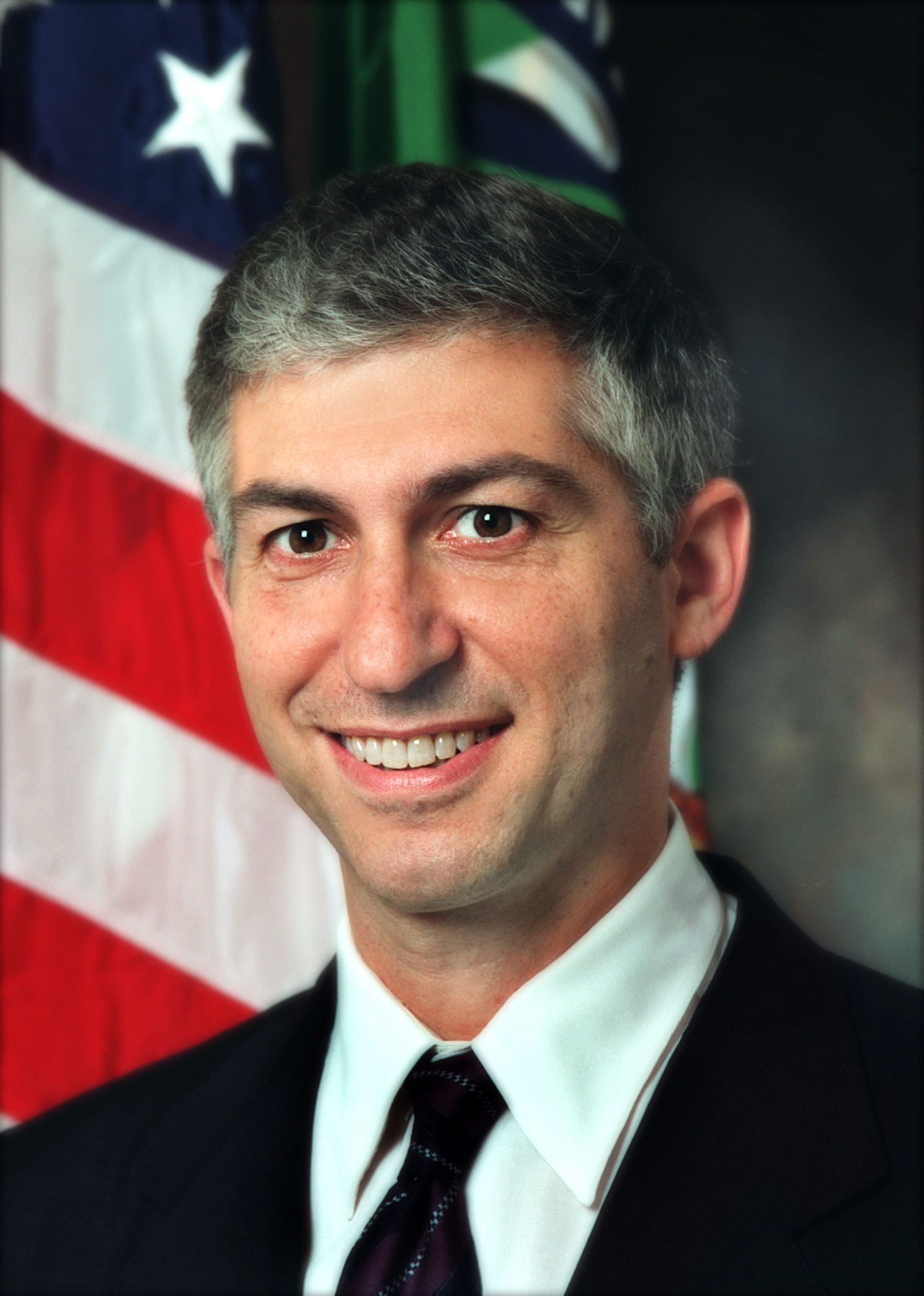
Stuart Levey als Under Secretary for Terrorism and Financial Intelligence

Stuart A. Levey war der erste Under Secretary for Terrorism and Financial Intelligence im United States Department of the Treasury. Den Amtseid dafür leistete er am 21. Juli 2004; er blieb in dieser Funktion bis zum März 2011. Levey war von zentraler Bedeutung für die Bemühungen der Bush-Regierung, das Verhalten von Nordkorea und Iran im internationalen Finanzsystem zu bekämpfen. Vor seiner Nominierung war Levey Principal Associate Deputy Attorney General im U.S. Department of Justice. Davor war er Associate Deputy Attorney General und Stabschef des Deputy Attorney General. Im Januar 2012 wechselte Levey zur HSBC als deren Chief Legal Officer.